# Гнін
Гнін (пол. Gnin, нім. Gotthardswalde) — село в Польщі, у гміні Раконевиці Гродзиського повіту Великопольського воєводства.
Населення — 251 особа (2011).
У 1975-1998 роках село належало до Познанського воєводства.

## Демографія
Демографічна структура станом на 31 березня 2011 року:
|          | Загалом | Допрацездатний вік | Працездатний вік | Постпрацездатний вік |
| -------- | ------- | ------------------ | ---------------- | -------------------- |
| Чоловіки | 128     | 32                 | 83               | 13                   |
| Жінки    | 123     | 33                 | 66               | 24                   |
| Разом    | 251     | 65                 | 149              | 37                   |